# Генріх Семирадський
Генріх (Іпполі́тович) Семира́дський, Генрик Семирадзький (пол. Henryk Siemiradzki; 12 (24) жовтня 1843, Новобілгород (нині селище Печеніги), Харківська губернія, Російська імперія — 23 серпня 1902, Стшалкув (Лодзинське воєводство)) — польсько-український художник, представник пізнього монументального академізму. Працював переважно в Римі.

## Життєпис
Народився в селі Новобілгород (нині селище Печеніги) біля Харкова в польській родині, син офіцера на службі в царської армії.
Його батьки Гіпполіт та Міхаліна Семирадські були в добрих стосунках з видатним правознавцем і письменником Антоном Григоровичем Станіславським у часи його роботи в Харківському університеті.
Освіту здобував у Харківській гімназії та Харківському університеті, де закінчив фізико-математичний факультет.
Навчався малюнку в харківського майстра Дмитра Безперчого (1825—1913) — одного з наймолодших учнів Карла Брюллова, останнього з української групи брюлловців. Художник Безперчий зберіг заповіти академізму Брюллова й зумів прищепити їх наперекір духові часу молодому Семирадському, що серед розпалу боротьби з класичністю та академізмом залишився блискучим академістом.
Мав хист до живопису змалку, тому перебрався в Петербург, де навчався в Академії мистецтв. За успіхи в навчанні дістав державну стипендію на шість років і можливість стажуватися за кордоном. Рік працював у місті Мюнхен (1871), де навчався в Карла фон Пілоті. З 1873 року він у Римі. Тоді саме дістав звання академіка й одружився з Марією Прушинською.
Жив і працював головно за кордоном, але виконував замовлення і в Російській імперії. Найзначніше з них — стінопис північного крила на хорах храму Христа Спасителя у Москві.
За багатофігурну композицію «Світочі християнства», що зображала першомучеників християнства в добу імператора Нерона, дістав звання професора Петербурзької Академії мистецтв. Картину привезли на Всесвітню виставку до Парижа у 1878 році, де вона мала успіх, а художник отримав орден Почесного легіону.
Професор Петербурзької академії, почесний член Римської, Берлінської, Паризької й Туринської академій. Свого часу дуже популярний художник; слава його успішно конкурувала зі славою Яна Матейка. Є автором збереженої досі театральної завіси «Парнас» Львівського оперного театру.

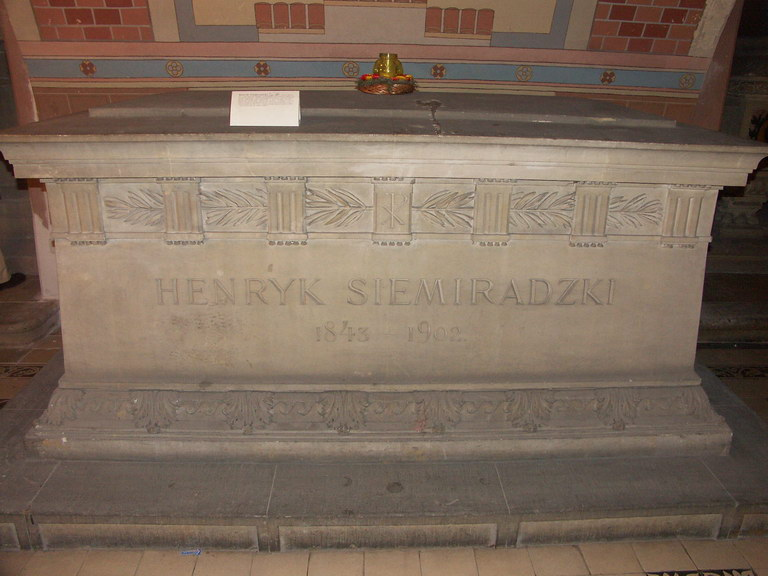
Саркофаг Генріха Семирадського у крипті заслужених на Скалці у Кракові

У 1901 році Семирадський захворів і втратив мову. Восени він зустрівся у Лодзі з Генриком Сенкевичем. Незадовго до смерті за згодою лікарів він виїхав до Стшалково і там помер. Його поховали на Повонзківському цвинтарі у Варшаві. 24 вересня 1903 року прах був перенесений у крипту заслужених на Скалці в Кракові. Після похорону в Кракові пройшли урочисті заходи, які стали знаком подяки за подаровані художником свої картини Національному музею у Кракові.

## Ушанування
- У Львові 1910 року вуличку, що сполучає сучасні вулиці Гіпсову та Коновальця, названо на пошанування Генріха Семирадського.
- 27 жовтня 2015 року в Харкові на будівлі бібліотеки Харківського національного університету імені В. Н. Каразіна відкрито пам'ятну таблицю на пошанування Генріха Семирадського.
- До дня народження Генріха Семирадського у 2015 році у північному корпусі Харківського національного університету імені В. Н. Каразіна відкрито Художню галерею імені Генріха Семирадського, де регулярно проводяться мистецькі заходи й виставки[6]. З ініціативи галереї планувалося встановлення ще однієї меморіальної дошки на честь художника[7].
- 29 січня 2025 року з нагоди 220-річчя Харківського національного університету імені В. Н. Каразіна біля входу у галерею у північному корпусі університету відкрито пам'ятник Генріху Семирадському[8]. Пам'ятник створений ще у 2021 році, однак його встановлення та відкриття відклали через карантинні обмеження та повномасштабне вторгнення.

## Вибрані твори
Полотна на сюжети зі стародавньої історії, а також євангельські сюжети
- «Діоген розбиває свою чашу» (1868)
- «Довіра Александра Македонського до лікаря Філіппа» (1870), Національний художній музей Республіки Білорусь, Мінськ
- «Римська оргія» (1872), Державний Російський музей, Санкт-Петербург
- «Гонителі християн біля входу до катакомб» (1874), приватна збірка, Москва
- «Грішниця» (1875), Державний Російський музей, Санкт-Петербург
- «Світочі християнства» (1876), Національний музей, Краків
- «Вхід Христа до Єрусалима» (1876)
- «Хрещення Господнє» (1878)
- «За прикладом богів» (1879), Закарпатський обласний художній музей ім. Й. Бокшая, Ужгород
- «Ставок зі скульптурою Відпочинок Фавна» (1881), Національний музей, Варшава
- «Давній танець серед мечів» (1881), Державна Третьяковська галерея, Москва
- «Римська ідилія» (1885)
- «Христос у домі Марфи й Марії» (1886), Державний Російський музей, Санкт-Петербург
- «Фріна на святі Посейдона в Елефсіні» (1889)
- «Ісаврійські пірати, що продають свою здобич» (1889), Харківський художній музей, Харків
- «Спокуса святого Єроніма» (1889)
- «Свято Вакха» (1890)
- «Христос і самаритянка» (1890)
- «Парісів суд» (1892)
- «Дірцея на римському цирку» (1898) та ін.

Інші історичні полотна
- «Шопен у князя Радзивілла» (1887, з історії Польщі)
- «Тризна воїнів Святослава» (1884, історії Київської Русі)

Полотна побутового жанру
- «Відпочинок. Селянка» (1890)

## Галерея

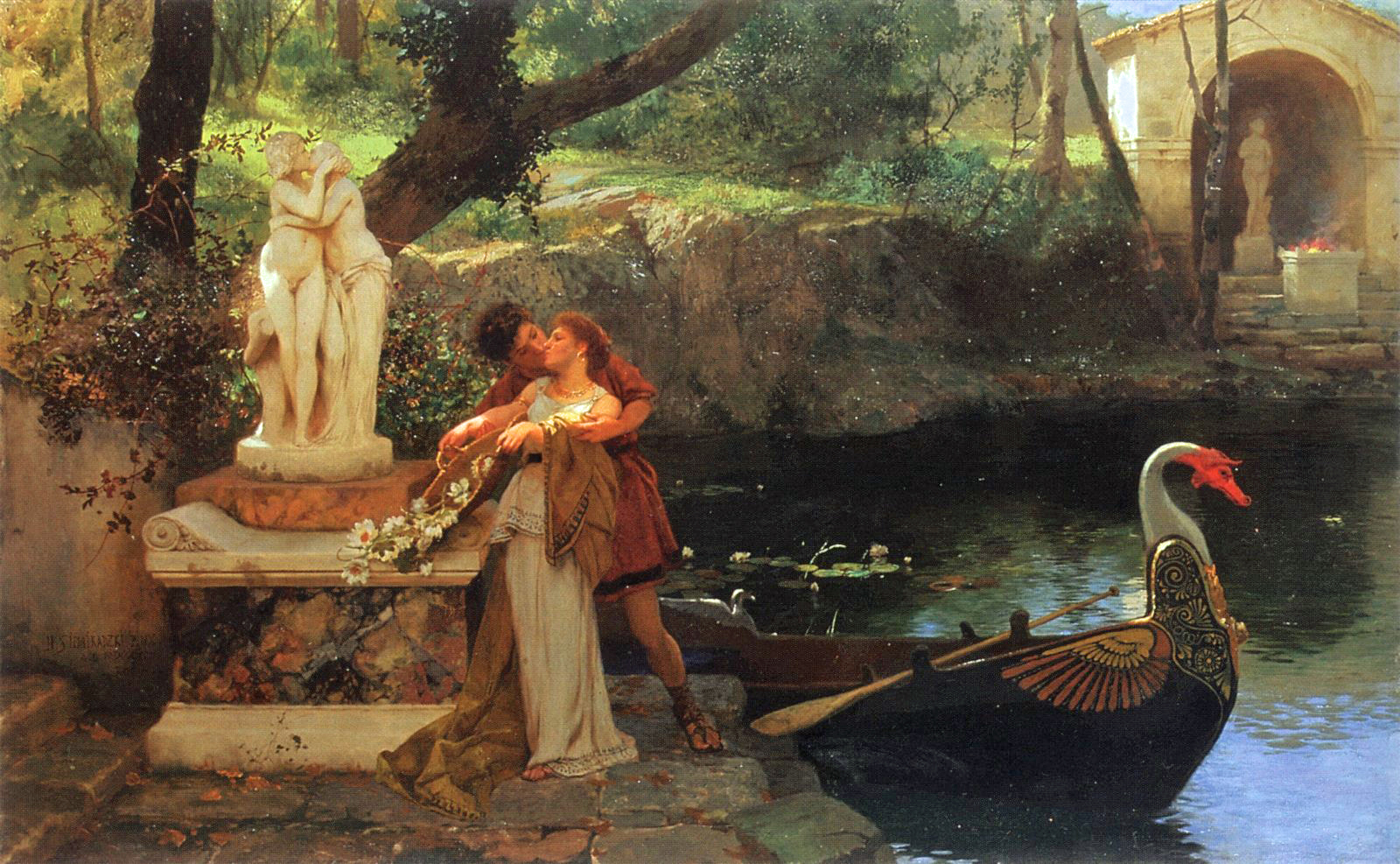
Поцілунок за прикладом богів (Львівська національна галерея мистецтв імені Бориса Возницького)
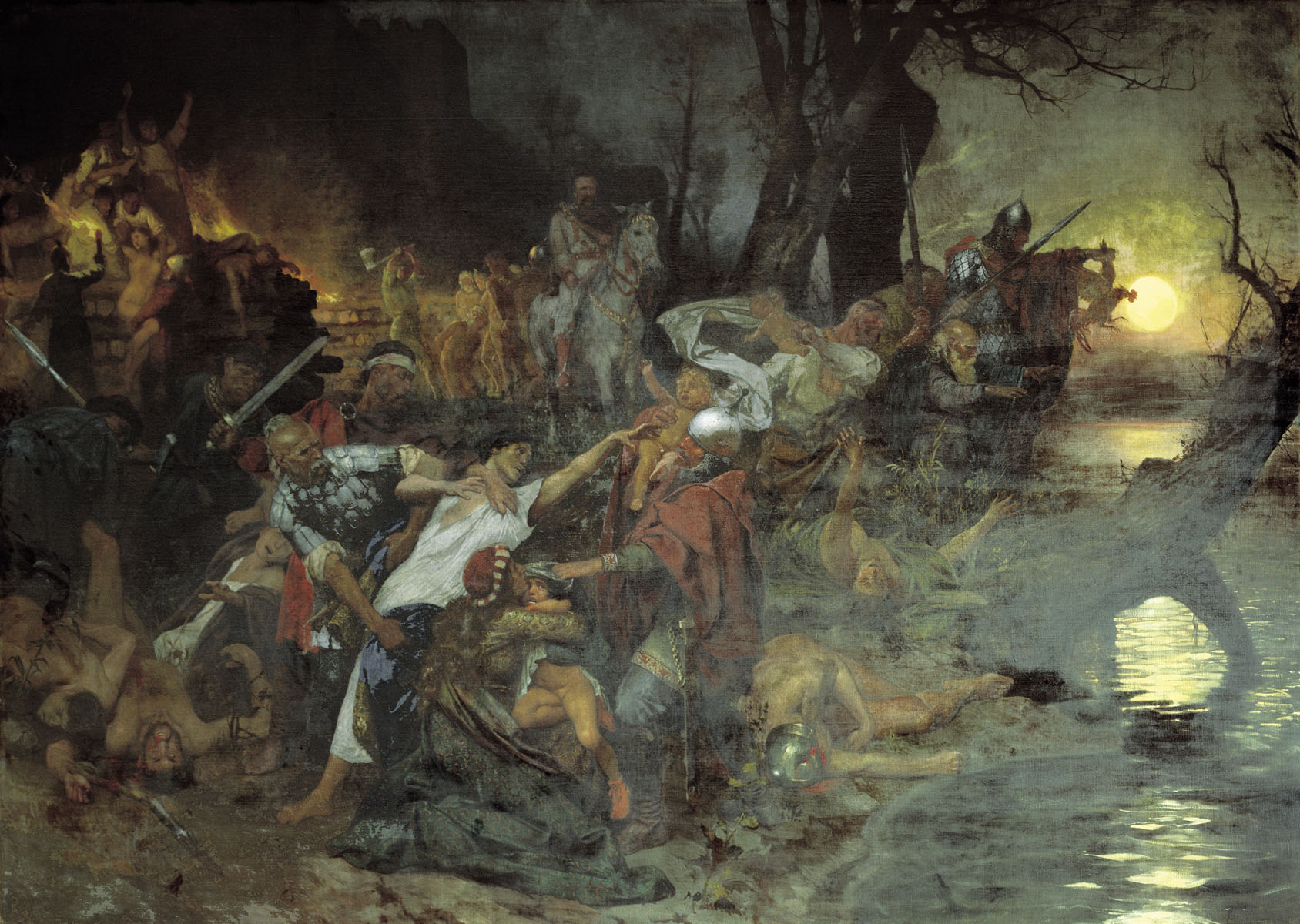
Воїни Святослава приносять полонених у жертву поганським богам під час облоги Доростола
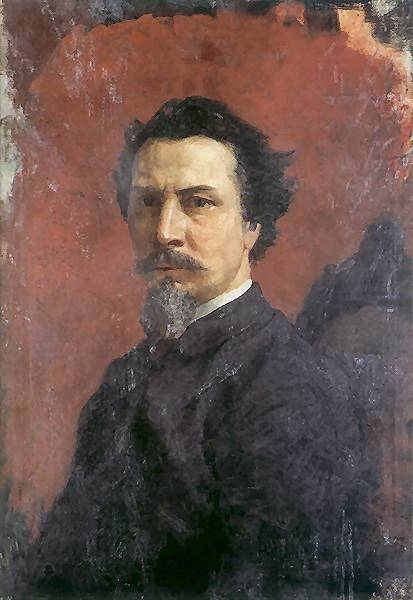
Автопортрет Г. Семірадського (близько 1876)
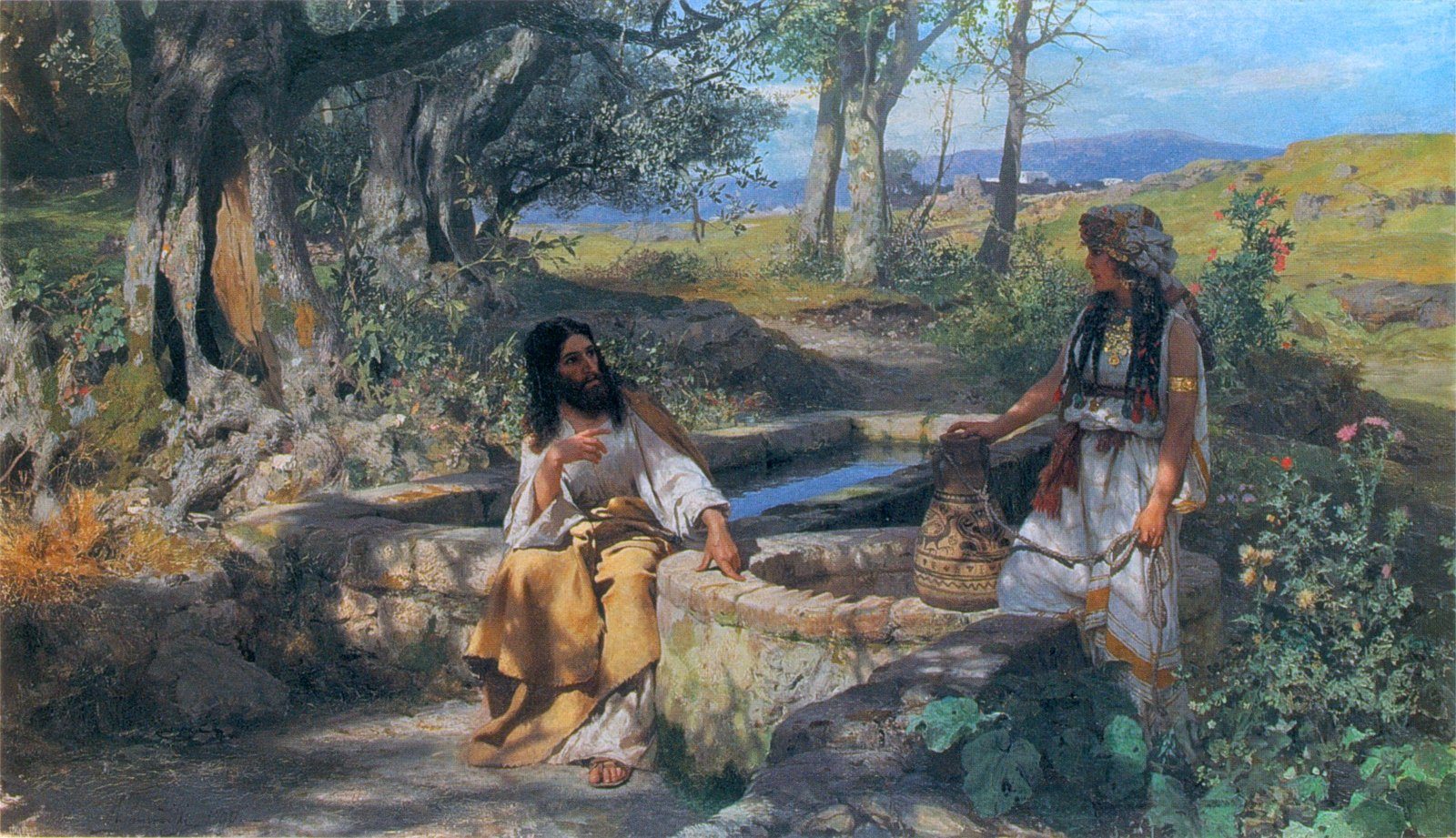
Христос і самаритянка, 1890. Львівська галерея мистецтв.
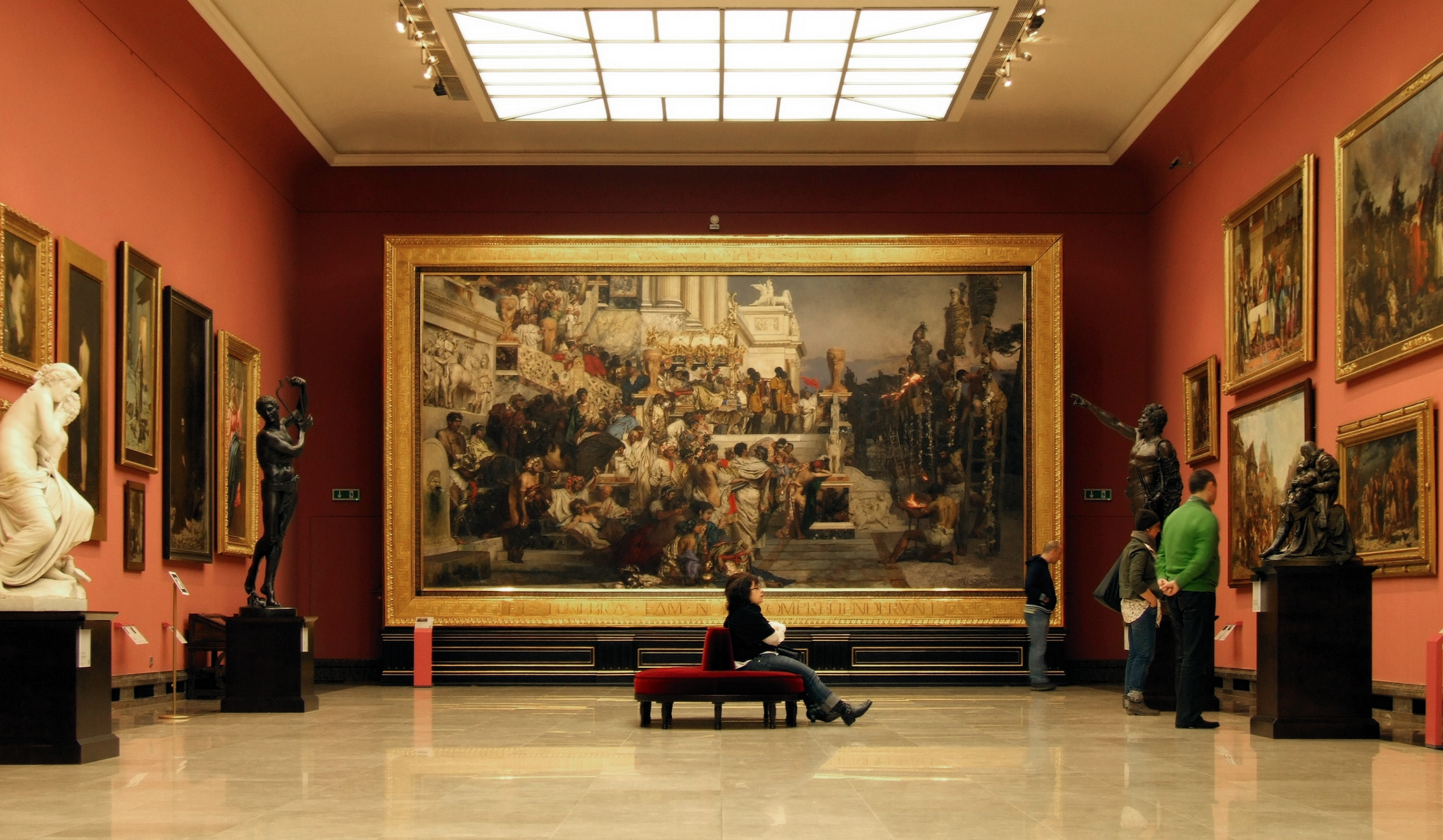
Зала Семирадського в Національному музеї у Кракові
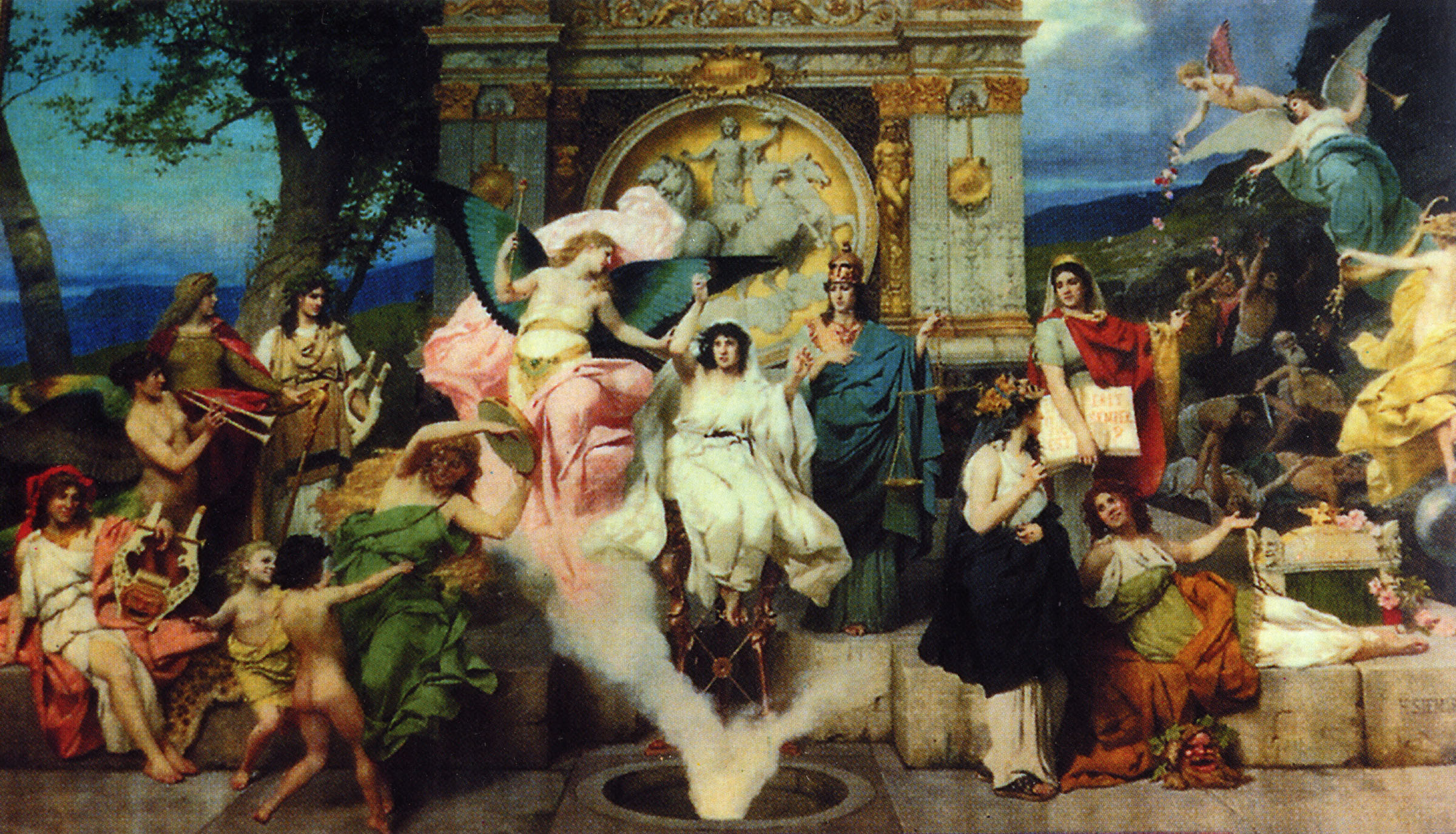
Великий театр у Львові
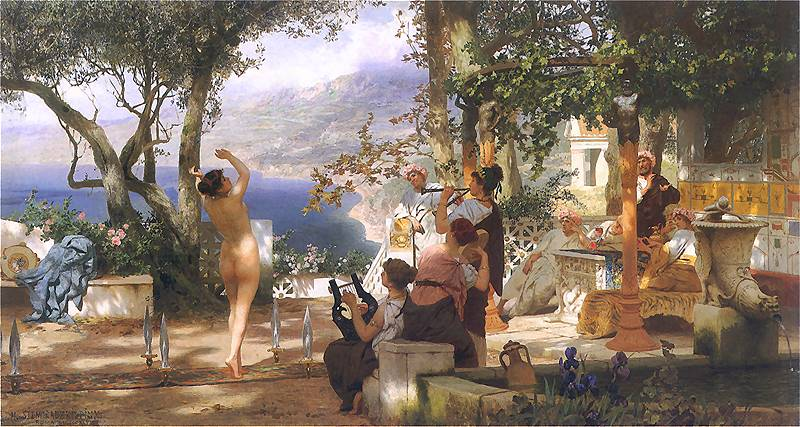
Танок серед мечів (1880)
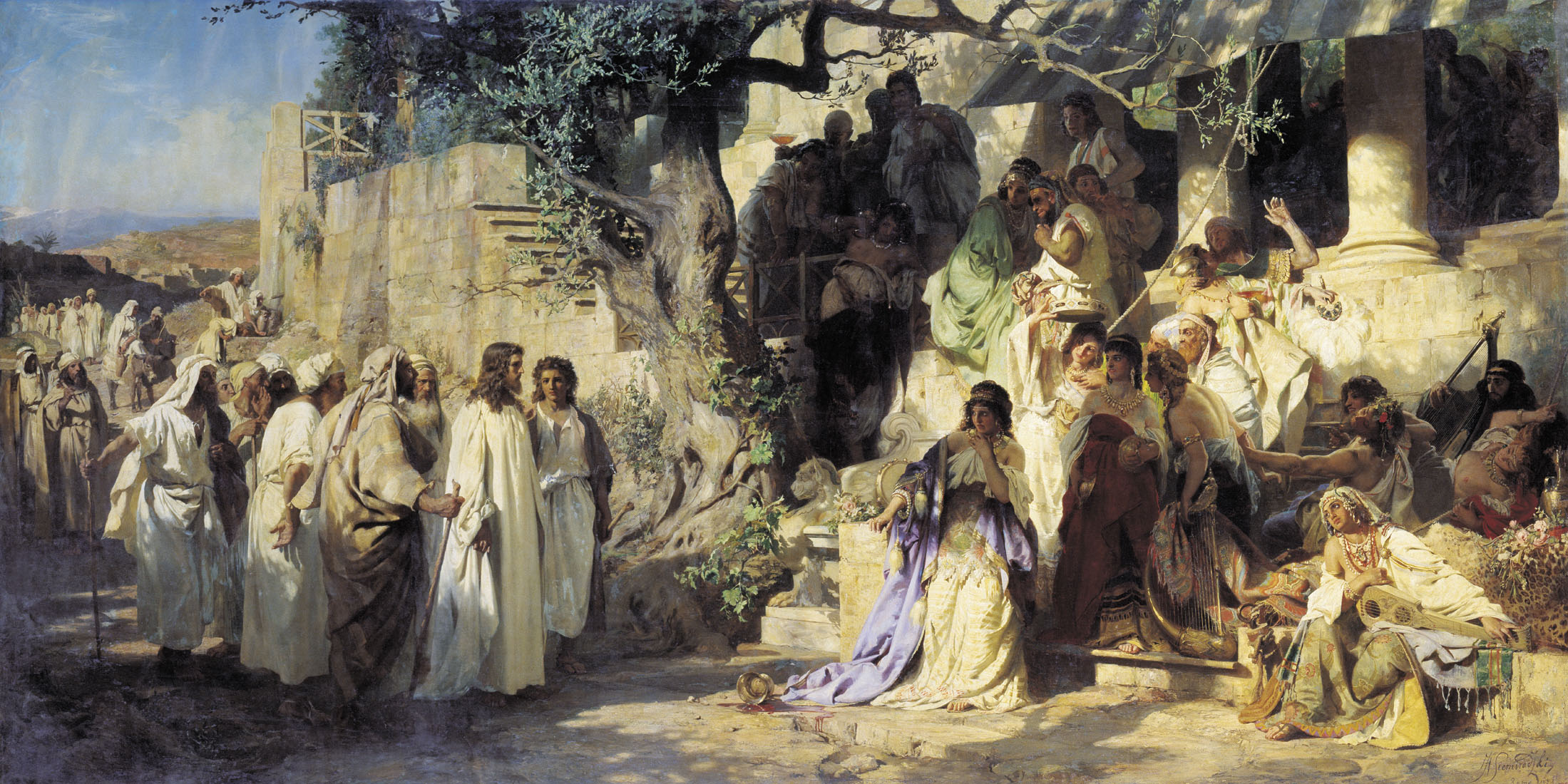
Христос та грішниця (1873)
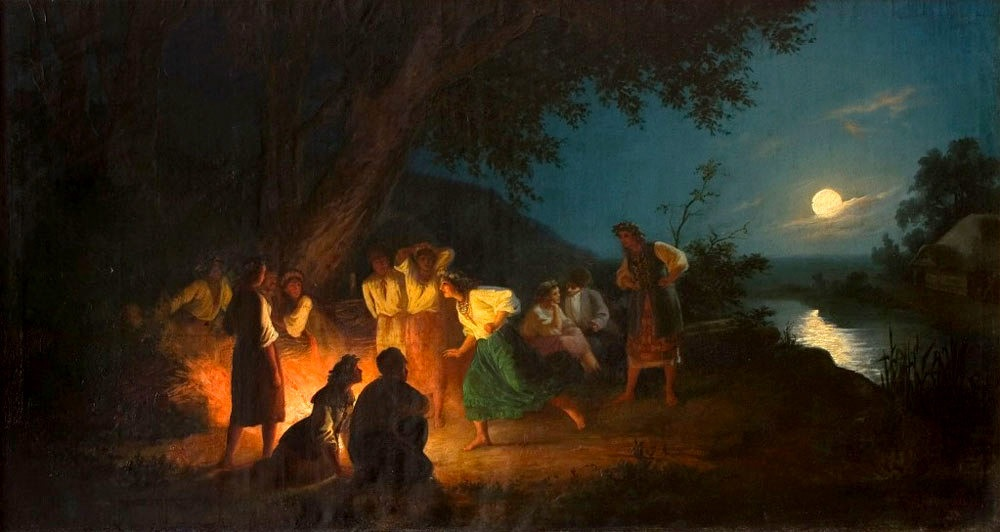
Ніч Івана Купала (1880)
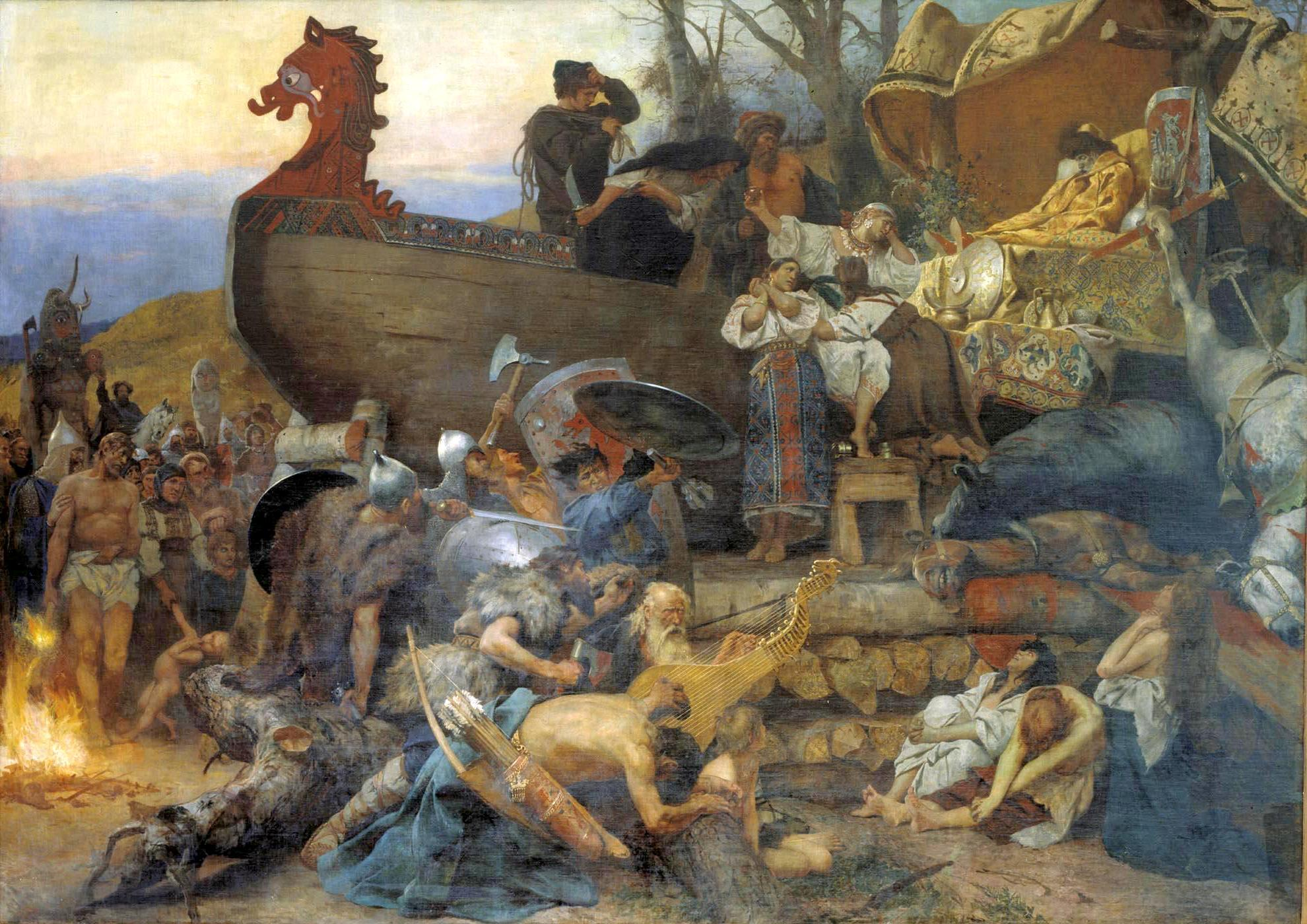
Похорони вождя русів (1883)
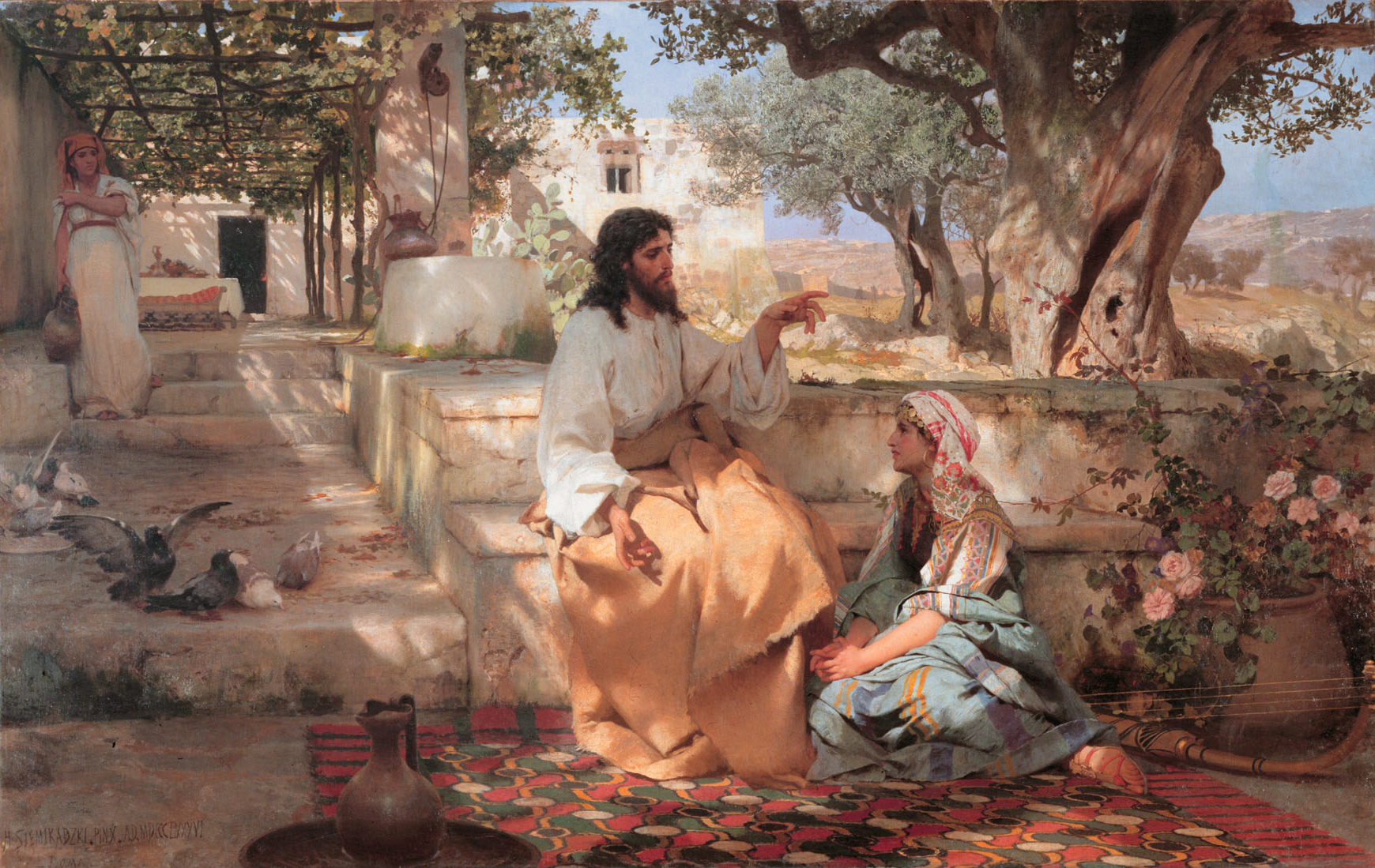
Христос в домі Марії та Марти (1886)
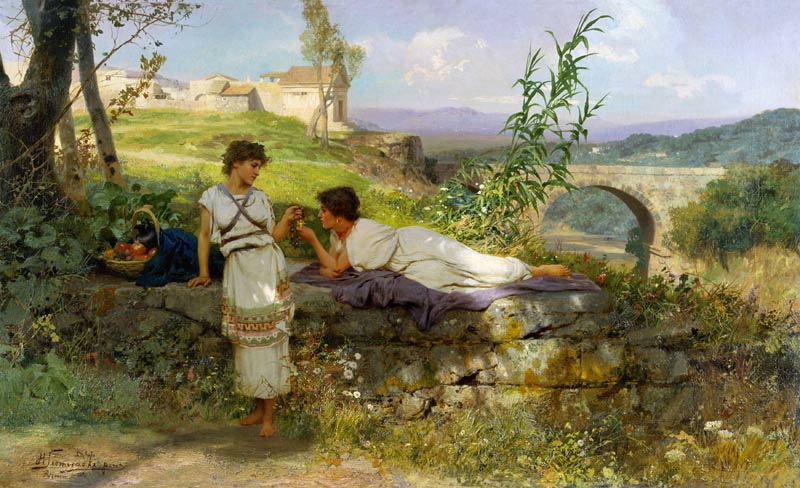
Талісман (1880)
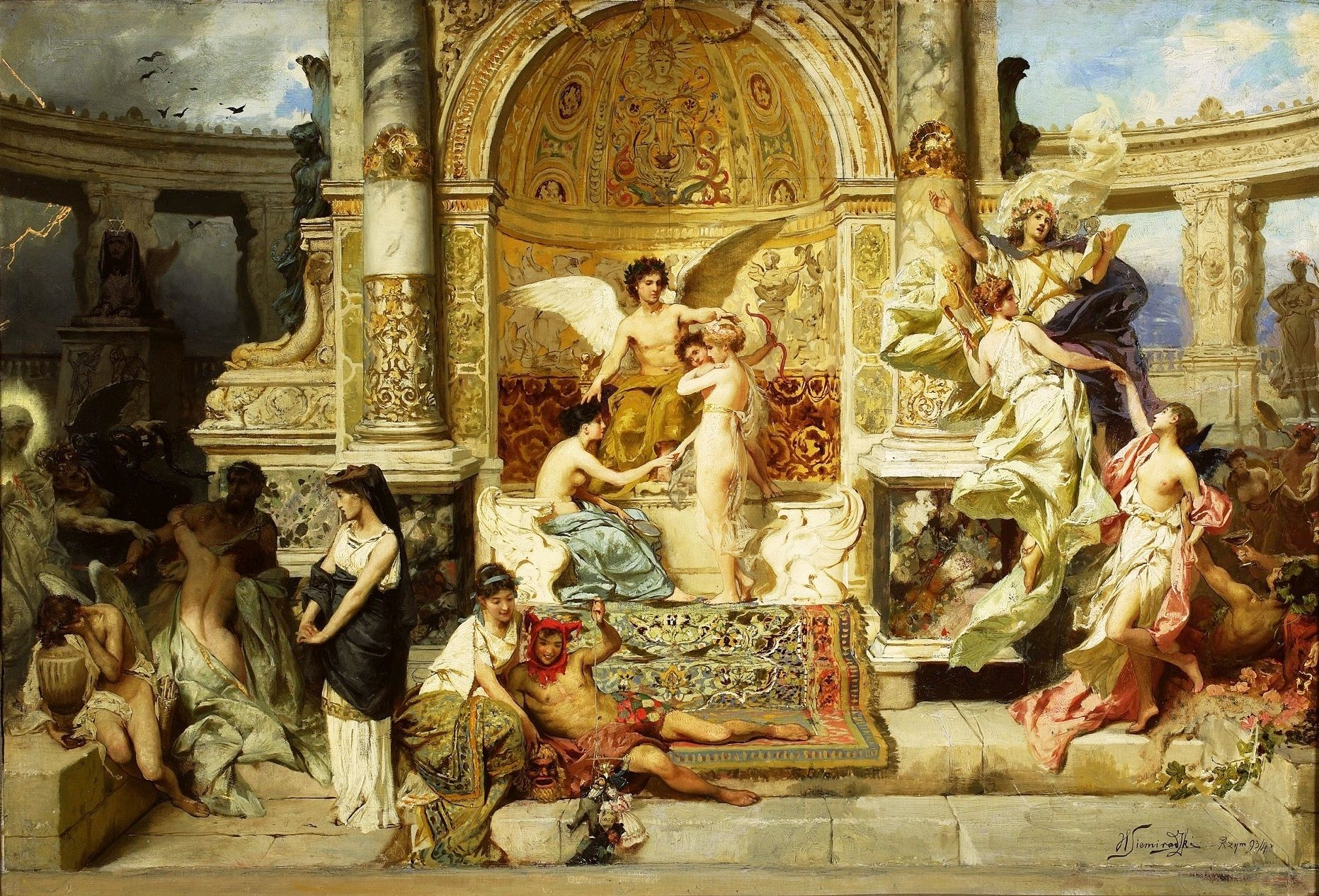
Занавіс театру Юліуша Словацького в Кракові
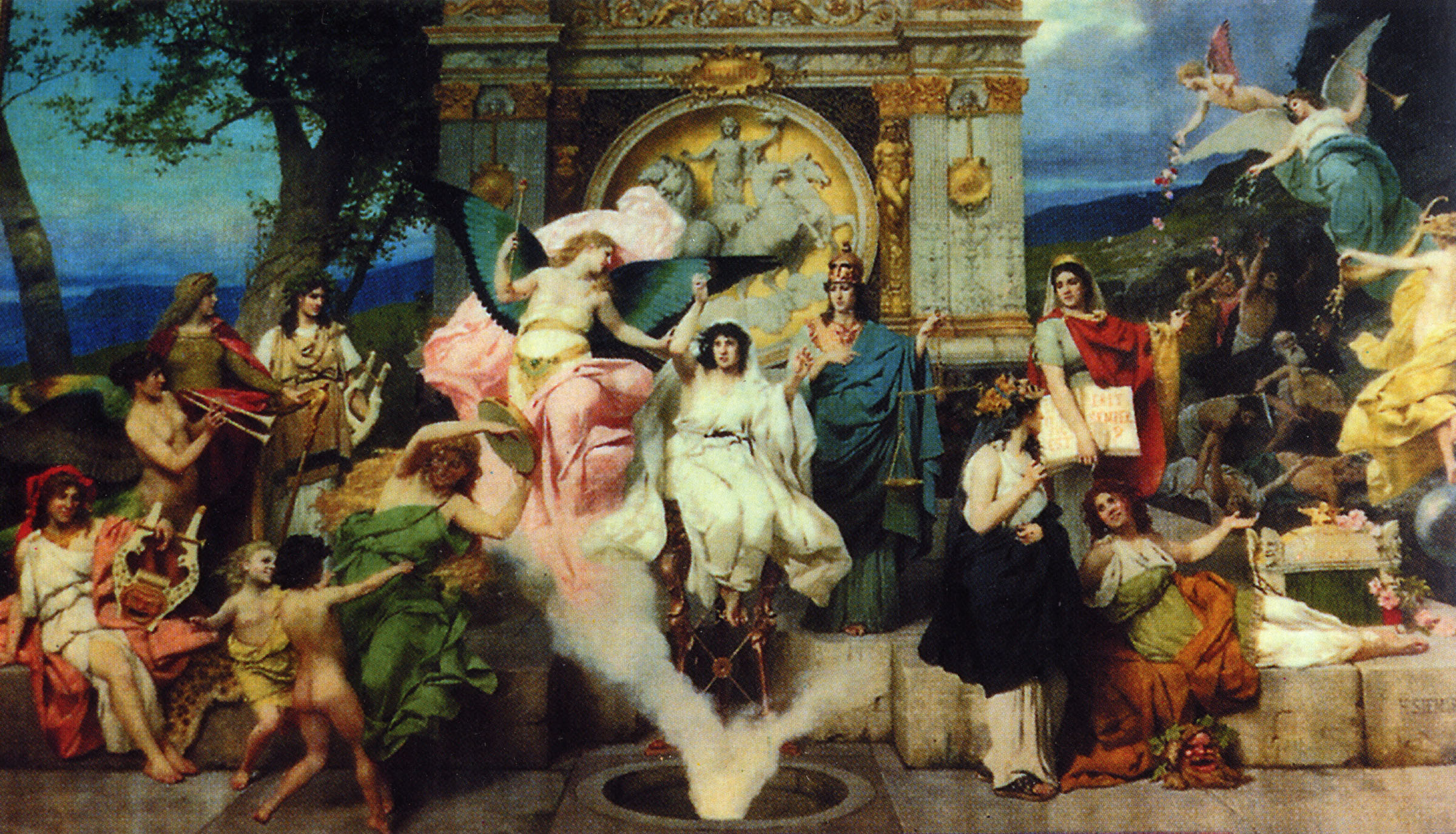
Занавіс театру опери та балету у Львові
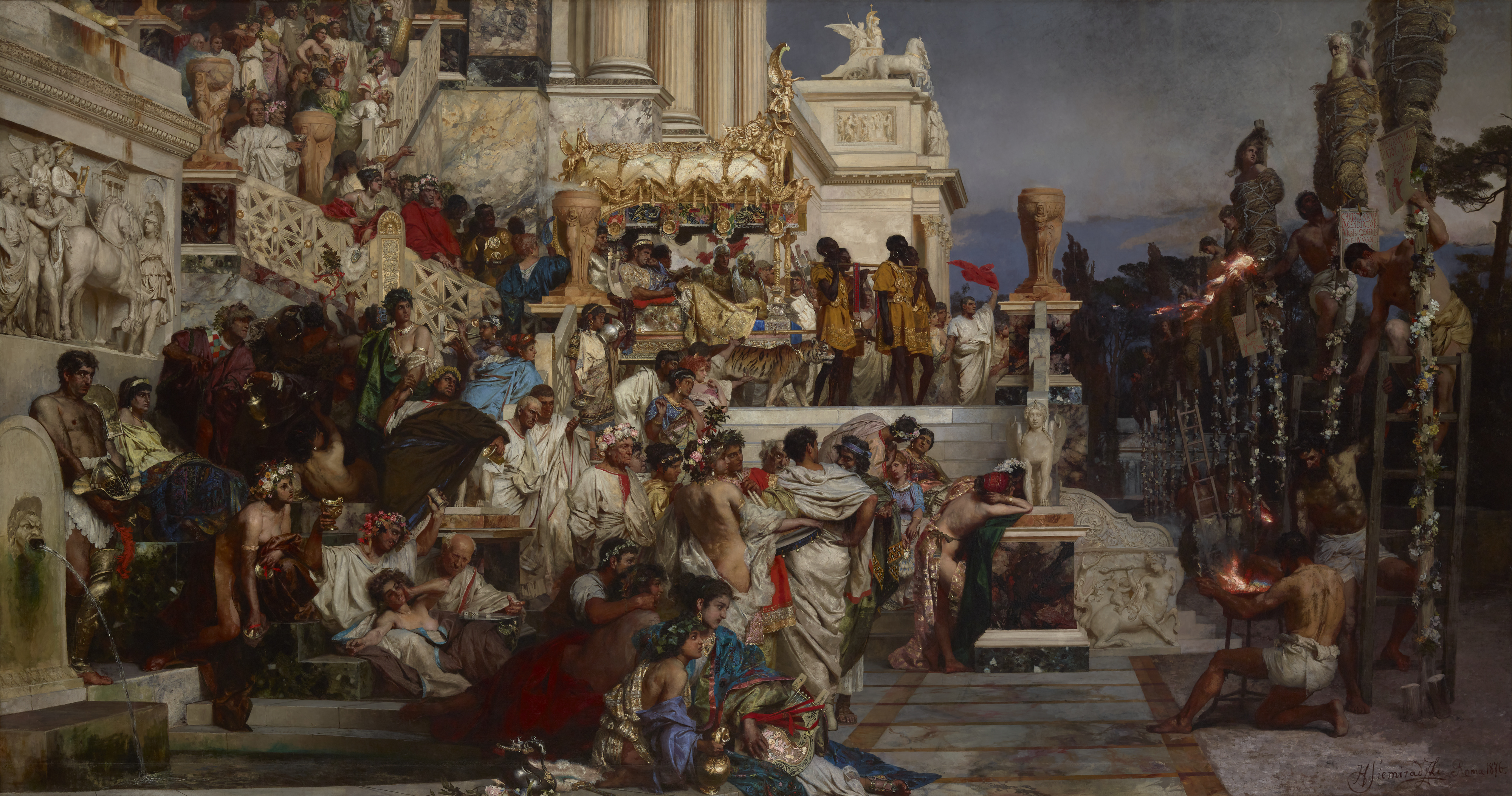
Світочі християнства (1877)
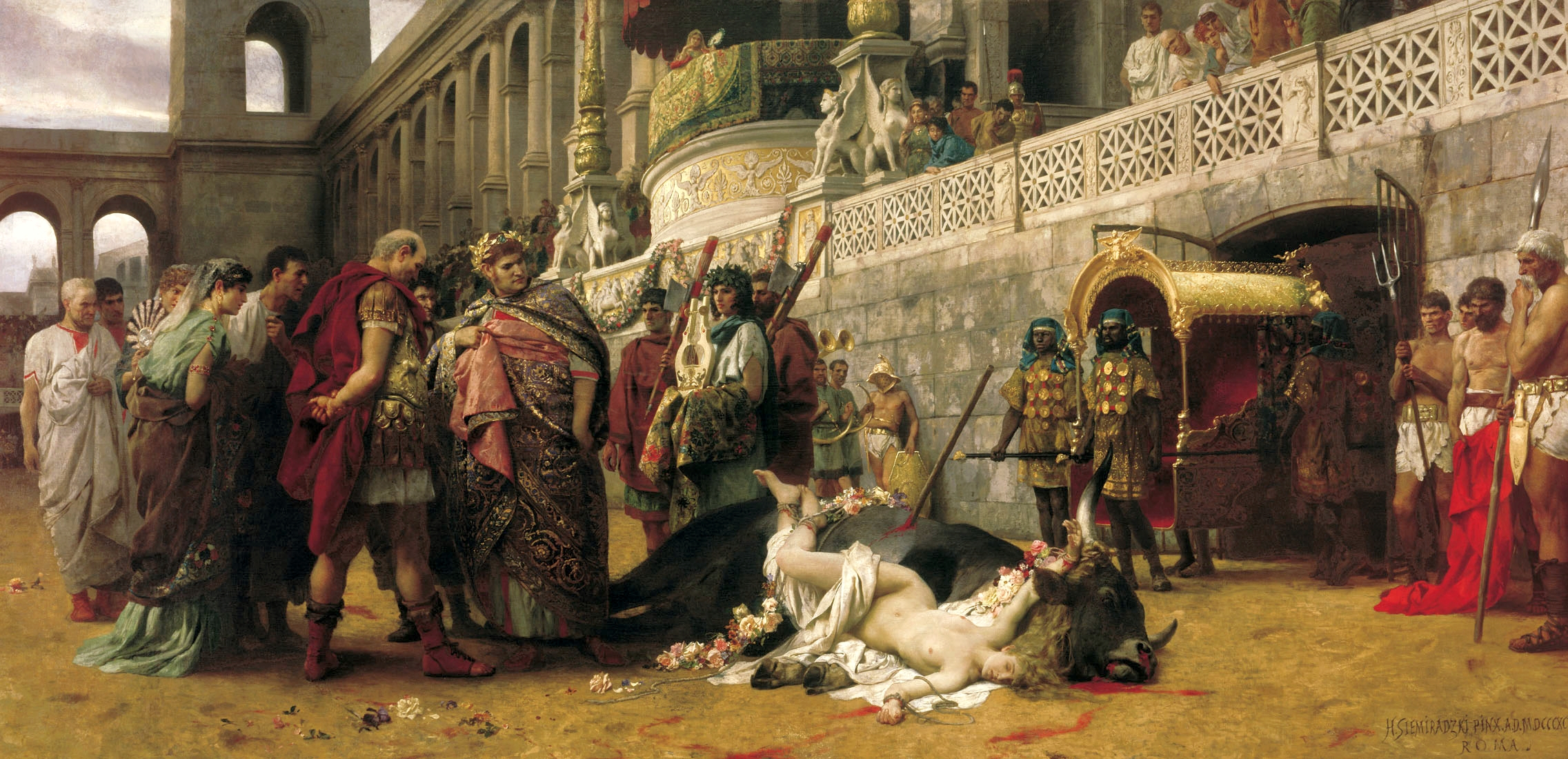
Християнська Дірке (1897)
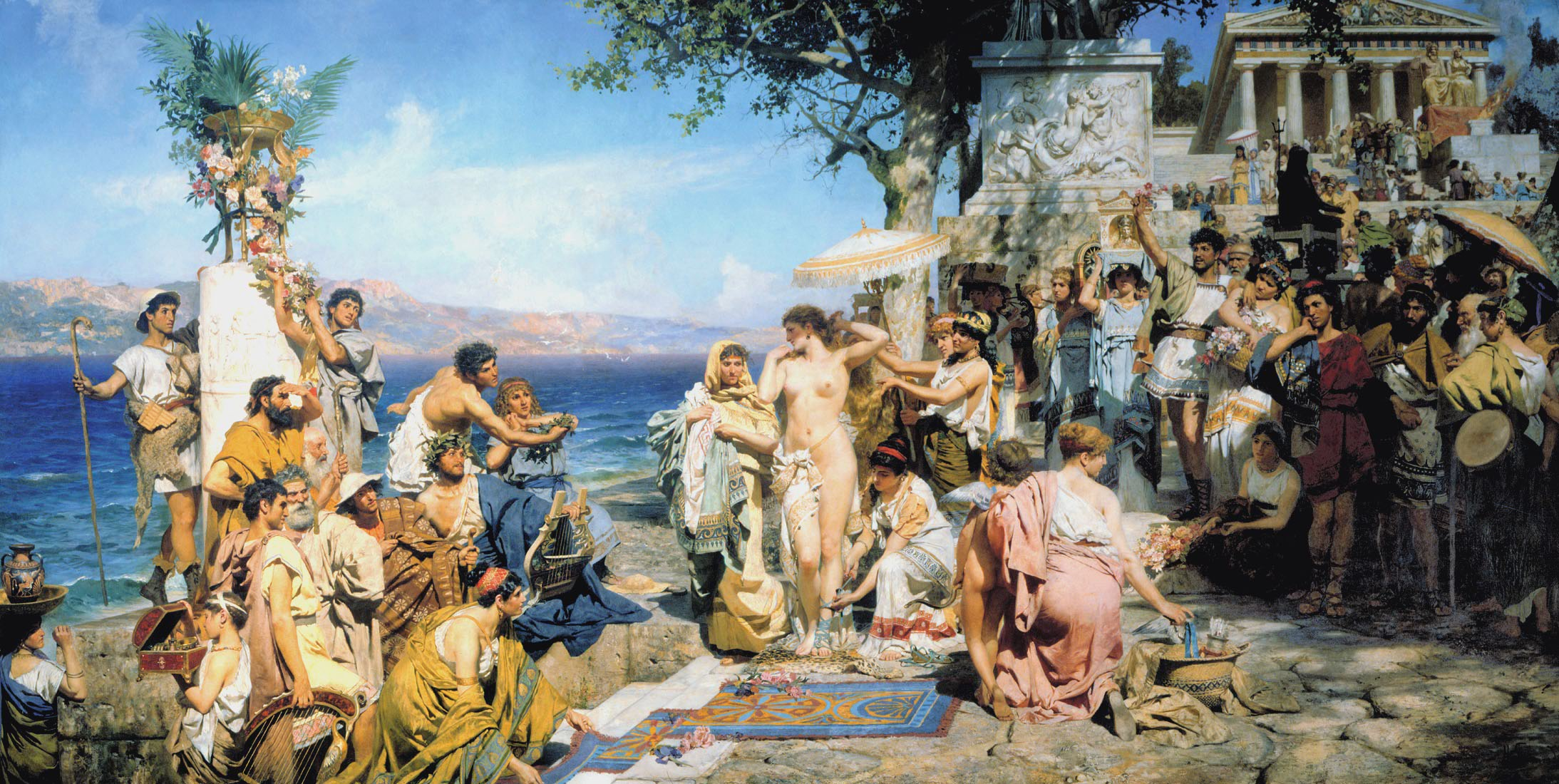
Фріна на святі Посейдона в Елефсіні (1889)